# Sasebo Heavy Industries
Sasebo Heavy Industries Co., Ltd. (SSK, «Сасебо дзюкогё», яп. 佐世保重工業) — японская судостроительная компания, которой принадлежит верфь Сасебо («Сасебо дзосэн») в Сасебо в префектуре Нагасаки. Одна из восьми японских компаний, выполняющих военные заказы. Основана 1 октября 1946 года. Занимается судостроением, судоремонтом и машиностроением. Общая численность занятых 787 человек (2019). Штаб-квартира находится в районе Татегами (立神町) в Сасебо. Президент Кэнсукэ Намура (建介 名村). Капитализация 8414 млн иен (2019). Компания специализируется на строительстве крупнотоннажных судов, в том числе газовозов. Верфь строила для Морских сил самообороны Японии танкодесантные корабли типа «Ацуми», десантные корабли типа «Юра» и торпедные катера.

## История
Наследует традиции и технологии бывшего военно-морского арсенала Сасебо, одной из четырёх судостроительных верфей императорского флота Японии. Основными центрами кораблестроения перед Второй мировой войной являлись военно-морские арсеналы в городах Йокосука, Куре, Сасебо и Майдзуру.
В октябре 1946 года была создана компания Sasebo Senpaku Kogyo Kabushiki Kaisha (SSK) с капиталом в 6 млн иен, которая арендовала объекты бывшего военно-морского арсенала у правительства. В июле 1961 года компания переименована в Sasebo Heavy Industries Co., Ltd.  В октябре 1962 года был построен танкер Nissho Maru 132 334 т дедвейт, крупнейший в мире в то время. В октябре 1965 года построен первый судовой дизель Sasebo Gøtaverken. В октябре 1967 года начато строительство серии танкеров 210 000 т дедвейт. В апреле 1970 года закончено строительство самоподъемной плавучей буровой установки Transworld Rig 61. В октябре 2002 года завершено строительство частной электростанции мощностью 4000 кВт. В октябре 2014 года стала дочерним предприятием Namura Shipbuilding Co., Ltd..

## Sasebo Shipyard
Верфь занимает площадь 538 000 квадратных метров. Оборудована строительным стапелем на 3900 т (127,1×19,0 м), сухим доком на 225 000 т (400,0×57,0) с двумя 300-тонными кранами, ремонтным доком на 11 800 т (153,6×26,5 м), ремонтным доком на 180 000 т (370×70 м), ремонтным доком на 16 000 т (174,4×30,3 м), ремонтным доком на 17 000 т (180,1×29,3 м).